# Weekblad voor Vrijmetselaars
Het Weekblad voor Vrijmetselaars was een Nederlands maçonniek tijdschrift dat verscheen tussen 1882 en 1885. Het blad werd opgericht in een periode van interne spanningen binnen de Orde van Vrijmetselaren onder het Grootoosten der Nederlanden.

## Geschiedenis
Het tijdschrift werd gelanceerd als een reactie op de controversiële kandidatuur van prins Alexander als Grootmeester-Nationaal van de Orde van Vrijmetselaren. Ontevreden Broeders maakten principieel bezwaar tegen het verheffen van de toekomstige koning tot het hoofd van de Orde. De oprichters van het Weekblad voor Vrijmetselaars verzetten zich tegen deze benoeming en wilden een platform bieden voor een meer kritische en progressieve stem binnen de Nederlandse vrijmetselarij.
Gedurende zijn korte bestaan diende het tijdschrift als een medium voor discussie over maatschappelijke en religieuze vraagstukken, zoals het onderwijs, de rol van de staat en de relatie tussen de vrijmetselarij en atheïsme. Het blad bood ruimte voor uiteenlopende meningen en trok een lezerspubliek aan dat zich aangetrokken voelde tot de meer vooruitstrevende stromingen binnen de Orde.
Na vier jaargangen hield het Weekblad voor Vrijmetselaars in 1885 op te bestaan. De hervormingsgezinde Broeders vonden later andere platforms om hun ideeën te verspreiden, onder andere in het tijdschrift L’Union Fraternelle, dat in 1887 werd opgericht.

## Inhoud en invloed
Het Weekblad voor Vrijmetselaars onderscheidde zich van eerdere maçonnieke tijdschriften door zijn polemische toon en expliciete betrokkenheid bij de interne debatten van de Orde. In tegenstelling tot het Maçonniek Weekblad en het door de Orde zelf uitgegeven Bulletin richtte het blad zich niet alleen op het verspreiden van bouwstukken en logenieuws, maar ook op bredere maatschappelijke ontwikkelingen.
Hoewel het tijdschrift in 1885 ophield te bestaan, had het een blijvende invloed op de richting van de Nederlandse vrijmetselarij. Het vormde een precedent voor latere publicaties die zich kritischer opstelden ten opzichte van het Ordebeleid en stimuleerde een open debat binnen de loges.